# Движение 6 апреля
Движе́ние 6 апре́ля — молодёжное движение в Египте, возникшее как группа единомышленников в социальной сети Facebook. Создано Ахмедом Махером весной 2008 года для поддержки рабочих города Эль-Махалла-эль-Кубра, которые планировали начать забастовку 6 апреля.
Активисты движения призывали участников забастовки одеваться в чёрное и оставаться дома в день забастовки. Блогеры и независимые журналисты — участники движения использовали Facebook, Twitter, систему видеохостинга Flickr, блоги для привлечения внимания общественности к своим действиям, информирования СМИ о ходе забастовки, предупреждения участников о действиях полиции и организации их правовой защиты.
The New York Times охарактеризовала движение как политическую группу из Facebook с самыми бурными дебатами.
В январе 2009 года движение насчитывало более 70 000 членов, большинство из которых — представители образованной молодёжи, которые ранее не были политически активными. Основные проблемы, которые участники движения обсуждали на своих Интернет-форумах — это застой национальной экономики при Мубараке, непотизм в правительстве и права человека, включая свободу слова.
Помимо онлайн-активности, члены движения организовывали митинги с требованием освободить заключённых журналистов, а также принимали участие в протестах против действий Израиля в секторе Газа в 2008—2009 годах. В своих официальных заявлениях участники движения подчёркивают, что они не являются политической партией.
Движение неоднократно подвергалось репрессиям со стороны египетских властей, а также нападениям и взломам своих сайтов, предположительно также организованным властями. Основатель движения Ахмед Махер арестовывался в мае, затем в июле 2008 года (в июле — вместе с 14 другими членами движения), им были предъявлены обвинения в «подстрекательстве против режима».
29 января 2011 года документы WikiLeaks продемонстрировали, что США предпринимают усилия для смены режима в Египте, используя для этого, в частности, «Движение 6 апреля». При этом дипломаты США называли выдвигаемые движением требования демократии «нереалистичными».
31 января 2011 года движение способствовало привлечению участников миллионной демонстрации, прошедшей во вторник, 1 февраля.
С июля 2013 года участвует в движении «Третья площадь», куда входят левые, либеральные и умеренные исламистские активисты, выступающие и против «Братьев-мусульман», и против военных.
28 апреля 2014 года запрещено египетским судом из-за обвинений в шпионаже и клевете на власти.